# Campionato europeo femminile di pallacanestro 2023
Il 39º Campionato europeo femminile di pallacanestro FIBA (noto anche come FIBA EuroBasket Women 2023) si è svolto in Israele e in Slovenia.
La competizione è iniziata il 15 giugno e si è conclusa il 25 giugno 2023. I Campionati europei femminili di pallacanestro sono una manifestazione biennale tra le squadre nazionali organizzato dalla FIBA Europe. Le squadre ammesse a partecipare sono 16 di cui 14 provenienti dalla fase di qualificazione.
La squadra campione in carica era la Spagna.

## Sedi delle partite
Le città dove si svolge la manifestazione sono Tel Aviv e Lubiana.
| Fase                                       | Città    | Impianto           | Spettatori |
| ------------------------------------------ | -------- | ------------------ | ---------- |
| Gruppi C e D - Seconda fase fino ai quarti | Lubiana  | Arena Stožice      | 12 480     |
| Gruppi A e B - Seconda fase e finali       | Tel Aviv | Shlomo Group Arena | 3 504      |

## Qualificazioni
| N° | Squadra       | Qualificata come    | Data di qualificazione | Ultima partecipazione | Miglior piazzamento |
| -- | ------------- | ------------------- | ---------------------- | --------------------- | ------------------- |
| 1  | Slovenia      | Paese organizzatore |                        |                       |                     |
| 2  | Israele       | Paese organizzatore |                        |                       |                     |
| 3  | Lettonia      |                     |                        |                       |                     |
| 4  | Spagna        |                     |                        |                       |                     |
| 5  | Italia        |                     |                        |                       |                     |
| 6  | Belgio        |                     |                        |                       |                     |
| 7  | Francia       |                     |                        |                       |                     |
| 8  | Montenegro    |                     |                        |                       |                     |
| 9  | Serbia        |                     |                        |                       |                     |
| 10 | Turchia       |                     |                        |                       |                     |
| 11 | Grecia        |                     |                        |                       |                     |
| 12 | Ungheria      |                     |                        |                       |                     |
| 13 | Gran Bretagna |                     |                        |                       |                     |
| 14 | Rep. Ceca     |                     |                        |                       |                     |
| 15 | Slovacchia    |                     |                        |                       |                     |
| 16 | Germania      |                     |                        |                       |                     |

## Sorteggio e formula
Il sorteggio per il primo turno si è tenuto l'8 marzo 2021 a Valencia. Le sedici squadre sono state raggruppate in 4 fasce, in base ai risultati nell'edizione del 2019 e delle qualificazioni del 2021.
| 1ª fascia | 2ª fascia | 3ª fascia     | 4ª fascia |
| --------- | --------- | ------------- | --------- |
| Spagna    | Turchia   | Gran Bretagna | Ungheria  |
| Francia   | Italia    | Montenegro    | Lettonia  |
| Belgio    | Grecia    | Slovacchia    | Germania  |
| Serbia    | Slovenia  | Rep. Ceca     | Israele   |

Le squadre sono state suddivise in 4 gironi (A-D) all'italiana da quattro squadre ciascuno. Al termine della prima fase le prime classificare accederanno direttamente ai quarti di finale, mentre le seconde e terze disputeranno un incontro ad eliminazione diretta con gli accoppiamenti (A2-B3, B2-A3, C2-D3 e D2-C3) per accedere ai quarti di finale.

## Primo turno

### Girone A
| Pos | Squadra    | G | V | P | PF  | PS  | DP  | Pt | Qualificazione                             |
| --- | ---------- | - | - | - | --- | --- | --- | -- | ------------------------------------------ |
| 1   | Spagna     | 3 | 2 | 1 | 217 | 184 | +33 | 5  | Ammesse ai quarti di finale                |
| 2   | Montenegro | 3 | 2 | 1 | 192 | 205 | −13 | 5  | alle qualificazioni per i quarti di finale |
| 3   | Grecia     | 3 | 1 | 2 | 202 | 215 | −13 | 4  | alle qualificazioni per i quarti di finale |
| 4   | Lettonia   | 3 | 1 | 2 | 190 | 197 | −7  | 4  |                                            |

| Arbitri: | Wojciech Liszka Ventsislav Velikov Mihkel Männiste |

|             |          |                    |
| Živković 15 | Punti    | 15 Fasoula, Spanou |
| Mujović 5   | Assist   | 6 Spanou           |
| Živković 14 | Rimbalzi | 11 Spanou          |

| Arbitri: | Gizella Györgyi Marek Kúkelčík Siniša Prpa |

|               |          |           |
| Šteinberga 22 | Punti    | 20 Gil    |
| Pulvere 7     | Assist   | 4 Cazorla |
| Jurjāne 9     | Rimbalzi | 10 Gil    |

| Arbitri: | Maj Forsberg Michał Proc Amel Dahra |

|                    |          |                 |
| Fasoula, Spanou 22 | Punti    | 15 Gulbe, Laksa |
| Spanou 4           | Assist   | 4 Strautmane    |
| Christinakī 12     | Rimbalzi | 10 Šteinberga   |

| Arbitri: | Paulo Marques Cecília Tóth Marek Kúkelčík |

|              |          |             |
| Conde 20     | Punti    | 15 Leković  |
| Rodríguez 4  | Assist   | 5 Mujović   |
| Conde, Gil 6 | Rimbalzi | 7 Jovanović |

| Arbitri: | Maj Forsberg Kerem Baki Mihkel Männiste |

|           |          |               |
| Mack 22   | Punti    | 23 Šteinberga |
| Mujović 5 | Assist   | 7 Pulvere     |
| Mack 20   | Rimbalzi | 8 Šteinberga  |

| Arbitri: | Viola Györgyi Michał Proc Franko Gracin |

|           |          |               |
| Casas 16  | Punti    | 14 Spanou     |
| Ouviña 6  | Assist   | 7 Pavlopoulou |
| Carrera 8 | Rimbalzi | 8 Fasoula     |

### Girone B
| Pos | Squadra     | G | V | P | PF  | PS  | DP   | Pt | Qualificazione                             |
| --- | ----------- | - | - | - | --- | --- | ---- | -- | ------------------------------------------ |
| 1   | Belgio      | 3 | 3 | 0 | 264 | 164 | +100 | 6  | Ammesse ai quarti di finale                |
| 2   | Rep. Ceca   | 3 | 2 | 1 | 163 | 194 | −31  | 5  | alle qualificazioni per i quarti di finale |
| 3   | Italia      | 3 | 1 | 2 | 210 | 201 | +9   | 4  | alle qualificazioni per i quarti di finale |
| 4   | Israele (H) | 3 | 0 | 3 | 179 | 257 | −78  | 3  |                                            |

| Arbitri: | Maj Forsberg Michał Proc Alexandre Deman |

|                   |          |                        |
| tre giocatrici 10 | Punti    | 14 Hamzová, Holešinská |
| Zandalasini 8     | Assist   | 3 Andělová, Stoupalová |
| Andrè 8           | Rimbalzi | 7 Březinová            |

| Arbitri: | Paulo Marques Kerem Baki Blaž Zupančič |

|                       |          |                 |
| Emma Meesseman 23     | Punti    | 13 Garzon       |
| Allemand 8            | Assist   | 3 Karsh, Simms  |
| Allemand, Meesseman 5 | Rimbalzi | 6 Garzon, Raber |

| Arbitri: | Wojciech Liszka Mihkel Männiste Franko Gracin |

|              |          |                   |
| Andělová 11  | Punti    | 24 Emma Meesseman |
| Stoupalová 3 | Assist   | 11 Allemand       |
| Vyoralová 6  | Rimbalzi | 11 Meesseman      |

| Arbitri: | Viola Györgyi Kerem Bakii Sinem Tetik |

|                  |          |                |
| Cohen, Garzon 15 | Punti    | 33 Zandalasini |
| Simms 4          | Assist   | 5 Keys         |
| Simms 6          | Rimbalzi | 7 Zandalasini  |

| Arbitri: | Paulo Marques Cecília Tóth Alexandre Deman |

|             |          |               |
| Vanloo 23   | Punti    | 17 Andrè      |
| Allemand 11 | Assist   | 6 Verona      |
| Meesseman 9 | Rimbalzi | 7 Zandalasini |

| Arbitri: | Wojciech Liszka Siniša Prpa Blaž Zupančič |

|              |          |                  |
| Voráčková 16 | Punti    | 20 Raber         |
| Hamzová 5    | Assist   | 5 Cohen, Rotberg |
| Vyoralová 10 | Rimbalzi | 9 Raber          |

### Girone C
| Pos | Squadra       | G | V | P | PF  | PS  | DP  | Pt | Qualificazione                             |
| --- | ------------- | - | - | - | --- | --- | --- | -- | ------------------------------------------ |
| 1   | Francia       | 3 | 3 | 0 | 194 | 175 | +19 | 6  | Ammesse ai quarti di finale                |
| 2   | Germania      | 3 | 2 | 1 | 178 | 181 | −3  | 5  | alle qualificazioni per i quarti di finale |
| 3   | Gran Bretagna | 3 | 1 | 2 | 194 | 196 | −2  | 4  | alle qualificazioni per i quarti di finale |
| 4   | Slovenia (H)  | 3 | 0 | 3 | 201 | 215 | −14 | 3  |                                            |

| Arbitri: | Ariadna Chueca Lorenzo Baldini Ivor Matějek |

|                       |          |          |
| Anigwe, Winterburn 15 | Punti    | 25 Oblak |
| Winterburn 6          | Assist   | 5 Oblak  |
| Anigwe 14             | Rimbalzi | 11 Sivka |

| Arbitri: | Luis Castillo Mārtiņš Kozlovskis Ofer Manheim |

|               |          |                  |
| Sontag 15     | Punti    | 11 Vukosavljević |
| Brunckhorst 4 | Assist   | 4 Vukosavljević  |
| Gülich 8      | Rimbalzi | 8 Gruda          |

| Arbitri: | Lorenzo Baldini Alexandra Stan Martin Vulić |

|                        |          |              |
| Touré 15               | Punti    | 20 Fagbenle  |
| Michel 7               | Assist   | 4 Winterburn |
| Gruda, Vukosavljević 5 | Rimbalzi | 11 Anigwe    |

| Arbitri: | Luis Castillo Esperanza Mendoza Gintaras Mačiulis |

|                |          |                       |
| Friškovec 20   | Punti    | 12 Greinacher, Gülich |
| Oblak, Sivka 6 | Assist   | 4 Brunckhorst         |
| Oblak 5        | Rimbalzi | 11 Gülich             |

| Arbitri: | Andris Aunkrogers Lorenzo Baldini Suzana Vujičić |

|            |          |                     |
| Fiebich 13 | Punti    | 18 Fagbenle         |
| Fiebich 4  | Assist   | 4 Fagbenle, Wallace |
| Fiebich 7  | Rimbalzi | 10 Anigwe           |

| Arbitri: | Ivor Matějek Jelena Tomić Andrada Csender |

|              |          |              |
| Eva Lisec 16 | Punti    | 14 Michel    |
| Oblak 7      | Assist   | 5 Michel     |
| Lisec 11     | Rimbalzi | 7 Chartereau |

### Girone D
| Pos | Squadra    | G | V | P | PF  | PS  | DP  | Pt | Qualificazione                             |
| --- | ---------- | - | - | - | --- | --- | --- | -- | ------------------------------------------ |
| 1   | Ungheria   | 3 | 2 | 1 | 238 | 211 | +27 | 5  | Ammesse ai quarti di finale                |
| 2   | Serbia     | 3 | 2 | 1 | 236 | 196 | +40 | 5  | alle qualificazioni per i quarti di finale |
| 3   | Slovacchia | 3 | 1 | 2 | 199 | 245 | −46 | 4  | alle qualificazioni per i quarti di finale |
| 4   | Turchia    | 3 | 1 | 2 | 198 | 219 | −21 | 4  |                                            |

| Arbitri: | Martin Vulić Geert Jacobs Jelena Tomić |

|                          |          |                |
| Dudášová 15              | Punti    | 22 Kiss        |
| Wrzesiński, Páleníková 4 | Assist   | 5 Kányási      |
| Oroszová 8               | Rimbalzi | 7 Dubei, Goree |

| Arbitri: | Andris Aunkrogers Georgios Poursanidis Gintaras Mačiulis |

|            |          |             |
| McCowan 12 | Punti    | 17 Anderson |
| Uzun 6     | Assist   | 5 Anderson  |
| Bayram 6   | Rimbalzi | 8 Čađo      |

| Arbitri: | Ariadna Chueca Mārtiņš Kozlovskis Suzana Vujičić |

|                       |          |            |
| Lelik 18              | Punti    | 15 Uzun    |
| Lelik 9               | Assist   | 7 Çakır    |
| Dubei, Cyesha Goree 9 | Rimbalzi | 15 McCowan |

| Arbitri: | Andris Aunkrogers Andrada Csender Geert Jacobs |

|                       |          |               |
| Raca 16               | Punti    | 10 Páleníková |
| Anderson, Krajišnik 4 | Assist   | 3 Páleníková  |
| Stanković 11          | Rimbalzi | 9 Moravčíková |

| Arbitri: | Luis Castillo Esperanza Mendoza Georgios Poursanidis |

|          |          |                         |
| Kiss 21  | Punti    | 18 Anderson             |
| Studer 5 | Assist   | 5 Crvendakić            |
| Kiss 11  | Rimbalzi | 8 Crvendakić, Topuzović |

| Arbitri: | Mārtiņš Kozlovskis Martin Vulić Ofer Manheim |

|                  |          |                      |
| McCowan, Uzun 16 | Punti    | 20 Páleníková        |
| Uzun 5           | Assist   | 7 Wrzesiński         |
| McCowan 6        | Rimbalzi | 6 Dudášová, Oroszová |

## Fase finale

### Tabellone
|  | Qualificazioni | Qualificazioni | Qualificazioni |           |    | Quarti di finale | Quarti di finale | Quarti di finale |  |  | Semifinali                  | Semifinali                  | Semifinali                  |                             |    | Finale | Finale  | Finale |
|  |                |                |                |           |    |                  |                  |                  |  |  |                             |                             |                             |                             |    |        |         |        |
|  |                |                |                |           |    |                  |                  |                  |  |  |                             |                             |                             |                             |    |        |         |        |
|  |                | A1             | Spagna         | 67        |    |                  |                  |                  |  |  |                             |                             |                             |                             |    |        |         |        |
|  |                |                |                | 67        |    |                  |                  |                  |  |  |                             |                             |                             |                             |    |        |         |        |
|  |                |                | C2             | Germania  | 42 |                  |                  |                  |  |  |                             |                             |                             |                             |    |        |         |        |
|  | C2             | Germania       | C2             | Germania  | 42 | 79               |                  |                  |  |  |                             |                             |                             |                             |    |        |         |        |
|  | C2             | Germania       |                |           |    | 79               |                  |                  |  |  |                             |                             |                             |                             |    |        |         |        |
|  | D3             | Slovacchia     | 69             |           |    |                  |                  |                  |  |  |                             |                             |                             |                             |    |        |         |        |
|  | D3             | Slovacchia     | 69             |           |    |                  |                  |                  |  |  | Spagna                      | 69                          |                             |                             |    |        |         |        |
|  |                |                |                |           |    |                  |                  |                  |  |  | Spagna                      | 69                          |                             |                             |    |        |         |        |
|  |                |                | Ungheria       | 60        |    |                  |                  |                  |  |  |                             |                             |                             |                             |    |        |         |        |
|  |                |                | Ungheria       | 60        |    |                  |                  |                  |  |  |                             |                             |                             |                             |    |        |         |        |
|  |                |                |                |           |    |                  |                  |                  |  |  |                             |                             |                             |                             |    |        |         |        |
|  |                |                |                |           |    |                  |                  |                  |  |  |                             |                             |                             |                             |    |        |         |        |
|  |                | D1             | Ungheria       | 62        |    |                  |                  |                  |  |  |                             |                             |                             |                             |    |        |         |        |
|  |                |                |                | 62        |    |                  |                  |                  |  |  |                             |                             |                             |                             |    |        |         |        |
|  |                |                | B2             | Rep. Ceca | 61 |                  |                  |                  |  |  |                             |                             |                             |                             |    |        |         |        |
|  | B2             | Rep. Ceca      | B2             | Rep. Ceca | 61 | 79               |                  |                  |  |  |                             |                             |                             |                             |    |        |         |        |
|  | B2             | Rep. Ceca      |                |           |    | 79               |                  |                  |  |  |                             |                             |                             |                             |    |        |         |        |
|  | A3             | Grecia         | 76             |           |    |                  |                  |                  |  |  |                             |                             |                             |                             |    |        |         |        |
|  | A3             | Grecia         | 76             |           |    |                  |                  |                  |  |  |                             |                             |                             |                             |    | Spagna | 58      |        |
|  |                |                |                |           |    |                  |                  |                  |  |  |                             |                             |                             |                             |    | Spagna | 58      |        |
|  |                |                | Belgio         | 64        |    |                  |                  |                  |  |  |                             |                             |                             |                             |    |        |         |        |
|  |                |                | Belgio         | 64        |    |                  |                  |                  |  |  |                             |                             |                             |                             |    |        |         |        |
|  |                |                |                |           |    |                  |                  |                  |  |  |                             |                             |                             |                             |    |        |         |        |
|  |                |                |                |           |    |                  |                  |                  |  |  |                             |                             |                             |                             |    |        |         |        |
|  |                | B1             | Belgio         | 93        |    |                  |                  |                  |  |  | Incontro per il terzo posto | Incontro per il terzo posto | Incontro per il terzo posto | Incontro per il terzo posto |    |        |         |        |
|  |                |                |                | 93        |    |                  |                  |                  |  |  | Incontro per il terzo posto | Incontro per il terzo posto | Incontro per il terzo posto | Incontro per il terzo posto |    |        |         |        |
|  |                |                | D2             | Serbia    | 53 |                  |                  |                  |  |  |                             |                             |                             |                             |    |        |         |        |
|  | D2             | Serbia         | D2             | Serbia    | 53 | 66               |                  |                  |  |  |                             |                             |                             | Ungheria                    | 68 |        |         |        |
|  | D2             | Serbia         |                |           |    | 66               |                  |                  |  |  |                             |                             |                             | Ungheria                    | 68 |        |         |        |
|  | C3             | Gran Bretagna  | 60             |           |    |                  |                  |                  |  |  |                             |                             |                             |                             |    |        | Francia | 82     |
|  | C3             | Gran Bretagna  | 60             |           |    |                  |                  |                  |  |  | Belgio                      | 67                          |                             |                             |    |        | Francia | 82     |
|  |                |                |                |           |    |                  |                  |                  |  |  | Belgio                      | 67                          |                             |                             |    |        |         |        |
|  |                |                | Francia        | 63        |    |                  |                  |                  |  |  |                             |                             |                             |                             |    |        |         |        |
|  |                |                | Francia        | 63        |    |                  |                  |                  |  |  |                             |                             |                             |                             |    |        |         |        |
|  |                |                |                |           |    |                  |                  |                  |  |  |                             |                             |                             |                             |    |        |         |        |
|  |                |                |                |           |    |                  |                  |                  |  |  |                             |                             |                             |                             |    |        |         |        |
|  |                | C1             | Francia        | 89        |    |                  |                  |                  |  |  |                             |                             |                             |                             |    |        |         |        |
|  |                |                |                | 89        |    |                  |                  |                  |  |  |                             |                             |                             |                             |    |        |         |        |
|  |                |                | A2             | Russia    | 46 |                  |                  |                  |  |  |                             |                             |                             |                             |    |        |         |        |
|  | A2             | Montenegro     | A2             | Russia    | 46 | 63               |                  |                  |  |  |                             |                             |                             |                             |    |        |         |        |
|  | A2             | Montenegro     |                |           |    | 63               |                  |                  |  |  |                             |                             |                             |                             |    |        |         |        |
|  | B3             | Italia         | 49             |           |    |                  |                  |                  |  |  |                             |                             |                             |                             |    |        |         |        |

### Giochi di qualificazione al Torneo preolimpico
|  | Semifinali | Semifinali | Semifinali |        |          | Finale   | Finale | Finale |  |
|  |            |            |            |        |          |          |        |        |  |
|  | Germania   | Germania   | 71         |        |          |          |        |        |  |
|  | Germania   | Germania   | 71         |        |          |          |        |        |  |
|  | Rep. Ceca  | Rep. Ceca  | 69         |        |          |          |        |        |  |
|  | Rep. Ceca  | Rep. Ceca  | 69         |        | Germania | Germania | 62     |        |  |
|  |            |            |            |        | Germania | Germania | 62     |        |  |
|  |            |            | Serbia     | Serbia | 78       |          |        |        |  |
|  | Serbia     | Serbia     | Serbia     | Serbia | 78       | 63       |        |        |  |
|  | Serbia     | Serbia     |            |        |          |          |        |        |  |
|  | Montenegro | Montenegro | 58         |        |          |          |        |        |  |

#### Qualificazione ai quarti di finale
| Arbitri: | Maj Forsberg Paulo Marques Mihkel Männiste |

|               |          |               |
| Holešínská 19 | Punti    | 26 Fasoula    |
| Holešínská 8  | Assist   | 9 Pavlopoulou |
| Hamzová 6     | Rimbalzi | 13 Fasoula    |

| Arbitri: | Wojciech Liszka Gizella Györgyi Kerem Baki |

|                     |          |            |
| Jovanović 17        | Punti    | 10 Andrè   |
| Mujović, Živković 3 | Assist   | 4 Santucci |
| Mack 15             | Rimbalzi | 8 Santucci |

| Arbitri: | Mārtiņš Kozlovskis Andris Aunkrogers Martin Vulić |

|           |          |                          |
| Gülich 26 | Punti    | 18 Wrzesiński            |
| Fiebich 5 | Assist   | 8 Stašová                |
| Gülich 9  | Rimbalzi | 6 Jakubcová, Moravčíková |

| Arbitri: | Ariadna Chueca Luis Castillo Gintaras Mačiulis |

|             |          |              |
| Nogić 16    | Punti    | 20 Fagbenle  |
| Anderson 3  | Assist   | 6 Winterburn |
| Krajišnik 8 | Rimbalzi | 14 Anigwe    |

#### Quarti di finale
| Arbitri: | Mārtiņš Kozlovskis Paulo Marques Gintaras Mačiulis |

|          |          |                       |
| Goree 17 | Punti    | 20 Stoupalová         |
| Studer 7 | Assist   | 4 Zeithammerová       |
| Dubei 11 | Rimbalzi | 6 Čechová, Stoupalová |

| Arbitri: | Maj Forsberg Wojciech Liszka |

|                             |          |             |
| Allemand, Emma Meesseman 15 | Punti    | 20 Anderson |
| Allemand 11                 | Assist   | Katanić 3   |
| Meesseman 13                | Rimbalzi | 6 Anderson  |

| Arbitri: | Luis Castillo Lorenzo Baldini Ivor Matějek |

|            |          |                    |
| Badiane 20 | Punti    | 9 Kovačević        |
| Fauthoux 6 | Assist   | 3 Mujović, Vučetić |
| Badiane 7  | Rimbalzi | 8 Mack             |

| Arbitri: | Michał Proc Martin Vulić Kerem Baki |

|           |          |               |
| Gil 13    | Punti    | 9 Greinacher  |
| Cazorla 5 | Assist   | 3 Brunckhorst |
| Gil 11    | Rimbalzi | Gülich 7      |

#### Giochi di classificazione per il torneo preolimpico
| Arbitri: | Andris Aunkrogers Lorenzo Baldini Amel Dahra |

|               |          |                              |
| Fiebich 17    | Punti    | 12 Stoupalová, Zeithammerová |
| Brunckhorst 7 | Assist   | 4 Andělová, Čechová          |
| Fiebich 16    | Rimbalzi | 6 Čechová, Stoupalová        |

| Arbitri: | Luis Castillo Michał Proc Cecília Tóth |

|             |          |           |
| Anderson 23 | Punti    | 20 Mack   |
| Anderson 5  | Assist   | 5 Mujović |
| Krajišnik   | Rimbalzi | 13 Mack   |

##### Finale 5° posto
| Arbitri: | Cecília Tóth Kerem Baki Mihkel Männiste |

|                       |          |              |
| Geiselsöder 14        | Punti    | 16 Anderson  |
| Brunckhorst, Gülich 4 | Assist   | 6 Anderson   |
| Geiselsöder 9         | Rimbalzi | 5 Crvendakić |

#### Semifinali
| Arbitri: | Maj Forsberg Jelena Tomić Mihkel Männiste |

|            |          |                  |
| Torrens 27 | Punti    | 13 Studer        |
| Cazorla 6  | Assist   | 6 Studer         |
| Gil 7      | Rimbalzi | 6 tre giocatrici |

| Arbitri: | Wojciech Liszka Kerem Baki Martin Vulić |

|                   |          |            |
| Emma Meesseman 24 | Punti    | 17 Gruda   |
| Meesseman 5       | Assist   | 6 Fauthoux |
| Mununga 9         | Rimbalzi | 8 Badiane  |

#### Finale 3° posto
| Arbitri: | Luis Castillo Andris Aunkrogers Michał Proc |

|                 |          |                 |
| Kiss 21         | Punti    | 20 Touré        |
| Goree, Studer 4 | Assist   | 5 Vukosavljević |
| Kiss 7          | Rimbalzi | 6 Chartereau    |

#### Finale
| Arbitri: | Maj Forsberg Wojciech Liszka Lorenzo Baldini |

|           |          |              |
| Casas 14  | Punti    | 24 Meesseman |
| Gil 5     | Assist   | 8 Allemand   |
| Carrera 7 | Rimbalzi | 15 Linskens  |

## Classifica finale
| Campione d'Europa | Campione d'Europa | Campione d'Europa |
| --- | ----------------- | --- |
| Belgio4 Ramette, 6 Delaere, 10 Résimont, 11 Meesseman, 13 Linskens, 22 Mununga, 23 Geldof, 25 Be. Massey, 31 Lisowa-Mbaka, 34 Bi. Massey, 35 Vanloo, 55 Allemand, All. Rachid Meziane |                   | |
| Argento | Spagna            | Spagna5 Ouviña, 6 Domínguez, 7 Torrens, 9 Casas, 11 Rodríguez, 12 Cazorla, 14 Carrera, 20 Ginzo, 21 Pendande, 22 Conde, 24 Gil, 33 Quevedo, All. Miguel Méndez                                              |
| Bronzo | Francia           | Francia2 Foppossi, 4 Fauthoux, 6 Chartereau, 7 Gruda, 10 Michel, 11 Vukosavljević, 12 Rupert, 13 Salaün, 22 Badiane, 28 Touré, 42 Lacan, 47 Bernies, All. Jean-Aimé Toupane                                 |
| 4. | Ungheria          | Ungheria2 Kiss, 4 Dubei, 6 Lelik, 7 Kányási, 8 Goree, 9 Studer, 11 Aho, 13 Török, 18 Varga, 23 Horváth, 44 Határ, 88 Ruff-Nagy, All. Norbert Székely                                                        |
| |                   | |
| 5. | Serbia            | Serbia1 Raca, 6 Čađo, 8 Jovanović, 11 Crvendakić, 12 Anderson, 14 Stanković, 17 Nogić, 20 Topuzović, 25 Janković, 33 Krajišnik, 40 Katanić, 51 Đorđević, All. Marina Maljković                              |
| 6. | Germania          | Germania1 Gülich, 3 Wilke, 7 Crowder, 13 Fiebich, 14 Greinacher, 15 Geiselsöder, 16 Hartmann, 21 Brunckhorst, 22 Bessoir, 24 Sontag, 25 Degbeon, 42 Stach, All. Lisa Thomaidis                              |
| 7. | Rep. Ceca         | Rep. Ceca0 Březinová, 1 Zeithammerová, 4 Andělová, 5 Stoupalová, 7 Paurová, 8 Voráčková, 10 Hamzová, 12 Vyoralová, 13 Holešínská, 21 Šípová, 22 Čechová, 55 Sklenářová, All. Romana Ptáčková                |
| 8. | Montenegro        | Montenegro2 Mack, 3 Kovačević, 4 Živaljević, 5 Pašić, 7 Radonjić, 8 Živković, 11 Mujović, 21 Bigović, 23 Vučetić, 24 Šćepanović, 25 Leković, 35 Jovanović, All. Jelena Škerović                             |
| |                   | |
| 9. | Italia            | Italia0 Keys, 2 Villa, 4 Bestagno, 8 Verona, 9 Zandalasini, 11 Pan, 12 Trucco, 13 Cubaj, 18 Santucci, 19 Fassina, 22 Andrè, 23 Spreafico, All. Lino Lardo                                                   |
| 10. | Gran Bretagna     | Gran Bretagna0 Fong Lyew Quee, 4 McGarrachan, 6 Winterburn, 7 Gayle, 12 Wilkinson, 13 Ottewill-Soulsby, 14 Fagbenle, 17 Robb, 21 Herbert Harrigan, 23 Wallace, 25 Ozzy-Momodu, 31 Anigwe, All. Chema Buceta |
| 11. | Grecia            | Grecia4 Stamolamprou, 5 Mposgana, 6 Alexandrī, 8 Pavlopoulou, 10 Tsineke, 12 Sōtīriou, 15 Spanou, 21 Christinakī, 26 Diela, 34 Fasoula, 44 Karlafti, 55 Stamatī, All. Petros Prekas                         |
| 12. | Slovacchia        | Slovacchia3 Jakubcová, 5 Stašová, 7 Tarkovičová, 9 Páleníková, 11 Oroszová, 16 Moravčíková, 17 Buknová, 38 Mištinová, 41 Wrzesiński, 77 Dudášová, 88 Martišková, All. Juraj Suja                            |
| |                   | |
| 13. | Lettonia          | Lettonia4 Strautmane, 6 Vihmane, 10 Pilābere, 11 Jurjāne, 12 Šteinberga, 15 Pulvere, 16 Jākobsone, 21 Jasa, 23 Gulbe, 25 Miščenko, 33 Laksa, 35 Krēsliņa, All. Gundars Vētra                                |
| 14. | Turchia           | Turchia2 Uzun, 3 Akalan, 4 Çakır, 6 Fitik, 7 McCowan, 10 Onar, 11 Bayram, 14 Erdoğan, 15 Şenyürek, 23 Yıldızhan, 28 Güner, 33 Ural, All. Ekrem Memnun                                                       |
| 15. | Slovenia          | Slovenia1 Lisec, 3 Oblak, 5 Cvijanovič, 9 Ivanuša, 10 Jakovina, 11 Rupnik, 13 Friškovec, 14 Kozina Bubnič, 17 Sivka, 20 Debeljak, 21 Kramžar, 55 Ceh, All. George Dikeoulakos                               |
| 16. | Israele           | Israele1 Baron, 4 Rotberg, 5 Cohen, 7 Eisner, 8 Karsh, 10 Y. Garzon, 12 L. Garzon, 13 Zipel, 22 Sahar, 24 Raber, 55 Vaturi, 77 Simms, All. Sharon Drucker                                                   |